# Aphodius suarius
Aphodius suarius là một loài bọ cánh cứng trong họ Scarabaeidae. Loài này được Faldermann miêu tả khoa học năm 1835.